# Frans Dictus
Frans Dictus, né le 5 mai 1907 à Kalmthout, commune située en Région flamande, dans la Province d'Anvers, et mort le 21 janvier 1994 dans la même ville, est un coureur cycliste belge. Il évolue au niveau professionnel de 1931 à 1938.

## Palmarès
- 1929
  -  Champion de Belgique interclubs
- 1932
  - 2e du Championnat de Belgique interclubs
- 1933
  - 3e de la Coupe Sels
  - 3e du Championnat de Belgique interclubs
  - 3e du Acht van Chaam
  - 3e du Tour d'Hesbaye
- 1934
  - Acht van Chaam
  - Tour d'Hesbaye
  - 2e du Prix national de clôture
  - 2e du Circuit des régions flamandes
  - 2e du Grand Prix de la ville de Vilvorde
- 1935
  - Flèche de Heist
  - 2e du Prix national de clôture
  - 3e de Paris-Brasschaat
  - 3e du Acht van Chaam
- 1936
  - Prix national de clôture
  - Namur-Deurne
- 1937
  - Wingene Koers

## Résultats sur les grands tours

### Tour de France
1 participation 
- 1934 : abandon à la 6e étape
  - 8e de la 3e étape